# 普里什蒂纳国际机场对峙
1999年6月12日，科索沃战争结束后，俄罗斯军队和北约军队在普里什蒂纳国际机场发生对峙。俄罗斯军队在北约部署之前占领了机场，导致紧张的对峙，最终以和平方式解决。

## 背景
科索沃战争于1999年6月11日结束，北约-俄罗斯联合维和部队将在科索沃部署。俄罗斯原本希望得到一个独立于北约的维和部队，但遭到拒绝后，俄罗斯感到愤怒。有人担心，一个独立的俄罗斯地区可能会导致科索沃在塞尔维亚控制的北部和阿尔巴尼亚控制的南部之间分治，以总参谋长阿纳托利·克瓦什宁大将为首的一部分鹰派军官绕过国防部与克里姆林宫，下令驻波黑的第76近衛空中突擊師闪击普里蒂什纳机场。
1999年3月初，盟军快速反应军部署到马其顿共和国的斯科普里。其目的是为几个国家的特遣队提供统一的北约指挥，其中包括驻扎在北马其顿若干年的一个美国营，以及新近抵达的英国、德国、法国和意大利营。这支部队被称为科索沃部队。驻科部队指挥官是英国陆军中将迈克·杰克逊，军衔为3星。他的上级军官是美国海军上将詹姆斯·O·埃利斯，北约驻那不勒斯的南欧指挥官。埃利斯向欧洲盟军最高指挥官卫斯理·克拉克汇报，但实际上克拉克经常绕过埃利斯直接与杰克逊沟通。

## 冲突
1999年6月11日早些时候，大约30辆俄罗斯装甲车载着一個加强连的250名俄罗斯士兵进入塞尔维亚，这些人是在波斯尼亚的国际维和部队的一部分。上午10点30分，盟军欧洲最高司令部和美国有线电视新闻网的照片证实了这一点，这些照片显示，俄罗斯人在他们的车辆上匆匆地用白色字母涂上了“KFOR”，而他们之前是“SFOR”。据推测，在北约部队到达之前，这支纵队正在前往普里什蒂纳和普里什蒂纳国际机场。
美国北约盟军欧洲最高指挥官韦斯利·克拉克在听到部署消息后，打电话给北约秘书长哈维尔·索拉纳，被告知在该地区“权力已移交”。然后，克拉克临时命令一组英国和法国的伞兵用直升机飞进来，以武力占领机场。参谋人员严重关切直升机可能遭到塞族部队的射击，在商定时间之前进入科索沃可能导致塞族人退出协定。如果空降部队遇到麻烦，要通过山区的桥梁和隧道从陆路到达他们那里将是非常困难的。由于这一行动不属于新近签署的北约部队次日进入科索沃的协议，各国政府有权撤回自己的部队，法国政府也撤出了自己的营。午后大部分时间，英国帕拉斯部队都坐在CH-47 契努克直升机旁边，为第二天进入科索沃做准备。
6月12日早上5点，英国第五空降旅开始从斯科普里飞往科索沃，以确保第四装甲旅通过10英里长的卡萨尼克峡谷进入普里什蒂纳。从那里出发，前往普里什蒂纳的领头侦察部队由英国上尉詹姆斯·布朗特指挥。1999年6月12日，第一支进入普里什蒂纳的北约部队是挪威特种作戰突击队和英国特种空勤团的22名士兵，尽管令北约外交尴尬的是，俄罗斯军队首先抵达机场。特种突击队的士兵首先在机场与俄罗斯军队接触，并向杰克逊将军汇报了事态发展。杰克逊晚上乘直升飞机到普里什蒂纳举行新闻发布会，然后去会见维克托·扎瓦尔津将军，他指挥着一支规模较小的俄军。根据其他消息来源，还有另一名俄罗斯人被称为“巴拉诺夫上校”，他实际上是控制空军基地和整个任务的特种部队的指挥官。这个人（一直戴着口罩），他的代号也叫古罗斯（“狼的统治者”或“狼的耳语者”）或凯恩，是俄罗斯格魯烏特種部隊的一名高级军官，在俄罗斯在世界各地执行最重要的任务时被多次观察到，但他的真实身份仍然未知。杰克逊躲在失事的机场候机大厅里躲避大雨，和扎瓦尔津一起喝了一瓶威士忌，两国关系回暖，尽管“巴拉诺夫上校”断然拒绝参与谈话。那天晚上，尽管北约控制着空域，克拉克将军似乎仍然对更多俄罗斯军队进入的可能性念念不忘。俄罗斯已经设置了几个备用空军基地，并准备了几个营的伞兵乘坐伊尔-76军用运输机前往普里什蒂纳。由于担心俄罗斯飞机会飞向机场，克拉克计划下令直升机封锁跑道，并请求埃利斯上将提供直升机支持。杰克逊的工作人员联系了美军旅，并被告知美军是在行使他们选择退出行动的权利。两个小时后，他们打电话来说行动又开始了。然而，当时恶劣的天气条件使这成为不可能。
第二天早上，6月13日，星期天，克拉克到达了杰克逊在斯科普里的总部。有人向克拉克指出，俄罗斯被孤立了，无法通过空中增援，而俄罗斯的支持对达成和平协议至关重要，与他们作对只会适得其反。克拉克拒绝接受，并继续下令封锁跑道，声称得到北约秘书长的支持。杰克逊拒绝执行克拉克的命令，据说他对克拉克说：“我不会为你发动第三次世界大战。”当杰克逊再次被直接命令封锁跑道时，他认为英国的坦克和装甲车更合适，因为他知道这几乎肯定会被英国政府否决，克拉克表示同意。
杰克逊不愿听从克拉克的命令，准备辞职。英国国防部授权英军指挥官理查德·丹纳特使用4个装甲旅隔离机场，但不封锁跑道。据报道，詹姆斯·布朗特说，他宁愿接受军事法庭审判，也不愿对俄罗斯动用武力。克拉克的命令没有得到执行，美国转而向邻国施加政治压力，要求其不允许俄罗斯利用其领空运送援军。在保加利亚、匈牙利和罗马尼亚拒绝俄罗斯使用它们的领空后，俄罗斯被迫取消了增援部队。
在对峙期间，谈判一直在进行。在对峙期间，俄罗斯坚称，其军队只对俄罗斯指挥官负责，并为自己的维和人员保留了一个专属区域。北约拒绝了这些让步，并预测这将导致科索沃分裂为南部阿尔巴尼亚控制区和北部塞尔维亚控制区。双方最终同意，俄罗斯维和部队将部署在科索沃全境，但独立于北约。

## 后果
在达成协议后，1999年10月15日，普里什蒂纳机场被英国皇家工兵53战地中队重新启用，作为一个军事空军基地，然后恢复连接几个欧洲城市的国际运输。在此期间，俄罗斯驻科部队和北约部队负责机场的安全。
随后，美国参谋长联席会议主席休·谢尔顿将军建议韦斯利·克拉克提前离职。

## 影视作品
在中国大陆的动画作品《那年那兔那些事》第五季第八集中，提及了约翰牛（英国）被大毛（俄罗斯）“在机场桥头蹲了”，就是反应本次历史事件。惟该作品中表现了“英方意外发现俄罗斯部队占领机场而向美方求援”与历史不符。历史是英军指挥官杰克逊不愿听从克拉克的命令。
另外俄羅斯與塞爾維亞出品的電影《巴爾幹邊界》也基於此事件改編。